# 阿列克西伊夫卡 (阿列克西伊夫卡市鎮)
49°23′29″N 36°17′17″E / 49.39139°N 36.28806°E
阿列克西伊夫卡（羅馬化：Oleksiivka）是位於烏克蘭東部的村莊，由哈爾科夫州洛佐瓦區的阿列克西伊夫卡市鎮負責管轄。該村處於別列卡河畔，始建於1731年，面積3.87平方公里，海拔高度72米，2001年人口1,820。